# Tartécourt
Tartécourt är en kommun i departementet Haute-Saône i regionen Bourgogne-Franche-Comté i östra Frankrike. Kommunen ligger i kantonen Jussey som tillhör arrondissementet Vesoul. År 2022 hade Tartécourt 29 invånare.

## Befolkningsutveckling
Antalet invånare i kommunen Tartécourt
| Referens: INSEE |